# پنگژیانگ
پنگژیانگ (به لاتین: Pengjiang District) یک سکونتگاه مسکونی در جمهوری خلق چین است که در ژیانگمن واقع شده‌است.